# 김병옥 (기자)
김병옥(金炳玉, 1938년 3월 13일 ~ )은 대한민국의 원로 기자이며 교육전문가이다. 실제 출생은 1937년 2월 12일(음)이며 1966년 5월 15일 권오병 장관 때부터 교육부 출입을 시작해 현재까지 현역 기자, 대한교육신문 편집국장으로 왕성한 활동을 하고 있다. 47년 동안 교육부 출입기자 등록은 대한민국에서 유일무이한 기록이다.

## 생애
김병옥 원로기자는 78세가 되던 2010년 2월 교육신문 뉴스에듀와 자신의 공식 블로그(김병옥 기자 교육부 48년 출입노트)에 "백발기자"라는 제목으로 자신의 인생에 대한 간략한 내용을 담은 회고글을 실었다.
 백  발  기  자
울음 삼킨 학은 천리길 날고
솔개는 높이 올라 넓게 본다
무명초가 이룬 초원을 보라
낙락장송에도 잔가지 있는가
가난이 채찍된 인고의 세월
세속의 유혹 이긴 낙천이다
소띠(丁丑)해에 태어난 백발기자는 2013년 음력 2월 12일로 78세가 되어 지심(指心)의 후미에 들어섰다. 섬마을에서 초등학교를 나온 소년은 생일날 다시 태어난다는 생각으로 고향집 부모님께 편지 한 장 써서 어머니 베개위에 올려놓고 가출하여 오늘까지 남의 지팡이에 의지하지 않고 살았다.
생각한 바 있어서 교육언론에 투신하여 1966년 5월 15일부터 현재(2013년 2월)까지 47년 동안 교육부 출입기자로 활약하면서 지켜보고 있다. 이 기간에 교총에서 발행한 한국교육신문과 민영지인 교육신보·새교육신문 편집국장을 지냈다.
교육부 출입 16년 째가 되었을 때 당시 박찬현 장관이 출입기념패를 주었고 30년 때도 안병영 장관이, 40년 때는 김진표 장관이, 44년(2010·6월) 때는 안병만 장관이 기념패를 주었다. 앞으로 건강을 잃지 않으면 천직으로 여기고 계속할 의지다.

## 경력
- 2009년 1월 1일~ 현재 대한교육신문 편집국장[9]
- 1992년 3월 1일~2008년 12월 31일 새교육신문 편집국장[2]
- 1982년 2월 1일~1992년 2월 28일 한국교육신문 취재부장·편집국장 직대
- 1981년 1월 1일~1981년 8월 30일 주간 교육신보 편집국장
- 1966년 1월 1일~1980년 12월 31일 새교육신문 기자
- 1965년 7월 1일~12월 31일 월간 교육평론 기자[7]

## 저작 활동
- 1973년 6월 10일 서울 아카데미극장 개봉 교육극 영화 '낙도의 무지개' 원작(태창흥업 제작, 감독 전석진, 주연 김진규·전양자, 조연 도금봉·양훈 등) 1972년 개봉작[10]
- 1971년 3월 1일  문교부발행 초등학교 3학년 바른생활과목 교사용지도서 집필[7]

## 수상경력
- 2010년 6월 4일  교육과학기술부(장관 안병만) 44년 출입기자 기념패[7][11]
- 2006년 6월 25일 교육부(부총리 겸 교육부장관 김진표) 출입기자 40년 기념패
- 2004년 2월 12일 한국교육과정·교과서연구회(회장 박용진) 교육과정 및 교과서발전기여 공로 감사패
- 1997년 5월 8일  서울특별시교육청(교육감 유인종) 서울명예교사 위촉패
- 1996년 5월 15일 교육부(장관 안병영) 출입기자 30년 기념패
- 1979년 12월 13일 문교부(장관 박찬현) 출입기자 13년 기념패
- 1974년 12월 9일  문교부(장관 유기춘) 감사패(문교제188호) *초등학교 바른생활교과서 일부 단원 및 교사용지도서 집필 등 협력
- 1969년 8월 5일  문교부(장관 홍종철) 감사패 *보도를 통한 바른생활 교육 강화 협력

## 저서
- 교육부 40년 출입 老기자의 대한민국 교육부 장관 48인論(저자 김병옥, 新東亞, 동아일보사, 2006년 6월 1일)[12]

## 같이 보기
- 대한민국 교육과학기술부
- 김진표
- 교육부